# Kaufhaus Tyrol
Das Kaufhaus Tyrol ist ein Einkaufszentrum in der Innsbrucker Maria-Theresien-Straße, das 2010 als Neubau wiedereröffnet wurde. 55 Geschäfte auf 33.000 Quadratmetern befinden sich fünf Stockwerken.
Das Kaufhaus gehört der insolventen Signa Holding und steht zum Verkauf.

## Lage
Das Kaufhaus Tyrol liegt im Zentrum Innsbrucks, in dem Bereich der Fußgängerzone der Maria-Theresien-Straße. Dadurch wird es nicht nur von Einheimischen, sondern auch von Touristen besucht. Es profitiert von der Nähe zu den Rathaus-Galerien und dem Landhaus.

## Geschichte
Am 16. März 1908 eröffneten die jüdischen Familien Bauer und Schwarz Tirols erstes Einzelhandelsgroßkaufhaus. In den Jahren des Nationalsozialismus wurde das Haus zwangsarisiert und an das deutsche Unternehmen Ferdinand Kraus verkauft, das es unter einem neuen Namen weiterführte.
Nach der Zerstörung im Zweiten Weltkrieg begann 1945 der fast zehnjährige Wiederaufbau des Gebäudes. 1966 folgte die Namensänderung in Kaufhaus Tyrol.

### Abriss und Neubau unter Benko
Nach drei Eigentümerwechseln kaufte 2004 René Benko das Gebäude, 2006 wurde mit dem Abbruch begonnen und bis 2010 an derselben Stelle das neue Kaufhaus gebaut. Dies geschah unter der Innsbrucker Bürgermeisterin Hilde Zach, die auch bei der Eröffnung anwesend war. Aufsehen erregte das Bauprojekt vor allem, weil die Fassade des Gebäudes einen Teil des Gesamtbildes der historischen Maria-Theresien-Straße ausgemacht und deswegen unter Denkmalschutz gestanden hatte. Weitere Gebäude wurden in der Erlerstraße abgerissen. Alfred Gusenbauer, der im Jänner 2007 Bundeskanzler wurde, hatte massives Lobbying für den Abriss und Neubau betrieben. Laut Recherchen der Zeitschrift News wurde er unmittelbar nach seinem Ausscheiden als Bundeskanzler im Dezember 2008 von Rene Benkos Signa-Gruppe rekrutiert und fürstlich entlohnt.
Das Kaufhaus Tyrol ist seit 2011 Eigentum der Signa Prime Selection AG. Am 13. Februar 2024 wurde bekannt gegeben, dass das Kaufhaus im Zuge der Signa-Involvenz verkauft werden soll. Die SPÖ Innsbruck forderte die Prüfung von Immobilien-Ankäufen durch die Stadt Innsbruck. Der Grüne Bürgermeister Georg Willi sah 2024 eine Strategische Übernahme des Gebäudes nicht als Aufgabe von Stadt oder Land („Das macht und regelt der Markt.“).

## Architektur
Das Gebäude wurde von dem englischen Architekten David Chipperfield in Zusammenarbeit mit Dieter Mathoi geplant, es soll eine Brücke zwischen Alt und Neu herstellen. Die Fassade sollte sich bestmöglich in das Bild der Straße eingliedern, ohne die angrenzenden historischen Bauten zu imitieren. Ein System der Betonkernaktivierung minimiert die Kühl- und Heizungskosten. Laut einer Ökobilanz sollen 5000 Tonnen CO2 pro Jahr eingespart werden.  Eine Glaskuppel und das offene Treppenhaus beleuchten das Kellergeschoß mit Tageslicht.